# سيدني غرين
سيدني غرين هو سياسي كندي، ولد في 1 أغسطس 1929. حزبياً، نشط في Progressive Party of Manitoba (1981–1995) ‏. وقد انتخب عضو المجلس التنفيذي لمانيتوبا ‏.